# Graonus mesopotamiae
Graonus mesopotamiae is een netvleugelig insect dat behoort tot de familie mierenleeuwen (Myrmeleontidae) en de onderfamilie Myrmeleontinae. 
Graonus mesopotamiae is endemisch in Irak, de soortnaam verwijst naar Mesopotamië.